# Choroterpes salamannai
Choroterpes salamannai is een haft uit de familie Leptophlebiidae. De wetenschappelijke naam van de soort is voor het eerst geldig gepubliceerd in 1996 door Gaino & Puig.
De soort komt voor in het Palearctisch gebied.